# 엽명침

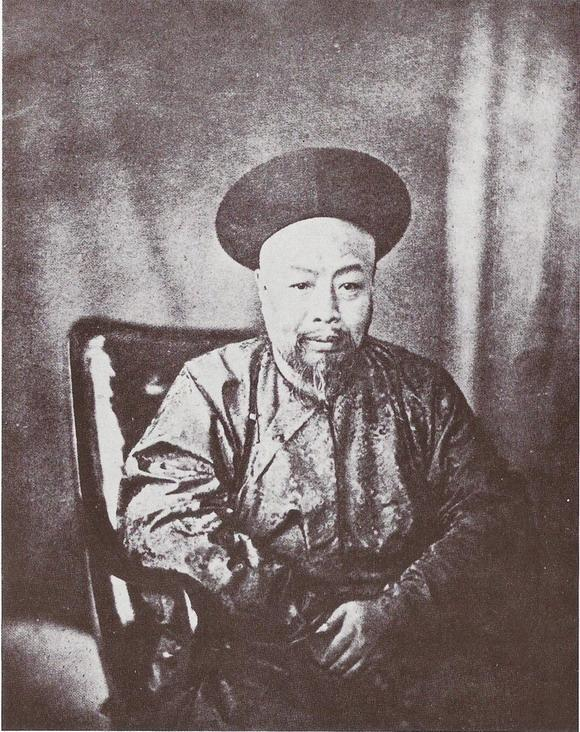
엽명침

엽명침(중국어 정체자: 葉名琛, 병음: Yè Míngchēn, 1807년 12월 27일 - 1859년 4월 9일)는 청나라 말기의 관리이다. 자는 곤신(崑臣)으로 호북성 한양 출신이다.

## 생애
그는 호북성 학자 가문에서 엽지선(葉志詵)의 아들로 태어났다. 1825년에는 공생(貢生)이 되었고, 1835년에 거인이 되었고, 1837년에는 진사가 되었다. 1838년에 섬서성 한중의 지부가 되면서 벼슬길에 나섰다. 이어 산서 안평도, 운남 안찰사, 호남 포정사, 강녕 포정사, 광동 포정사를 역임했다. 1847년에는 광동순무로 승진했다.
1839년 아편 전쟁으로 영국이 청나라를 침공하였고, 1842년 난징 조약을 맺으면서 끝났지만, 홍콩이 영국으로 넘어가고, 광저우와 상하이 등의 항구가 일방적으로 개방되는 불평등한 조약이었다.
당시 청나라는 조야 모두 외국 배척하는 배외주의가 들끓었다. 따라서 최강의 강경파였던 엽명침이 중용되어 1852년에는 양광총독으로 승진했다. 또한 이 해에는 능십팔의 봉기를 진압했다. 1854년에는 진개, 이문무, 주춘, 진금강 등이 이끄는 천지회 반란군에 의해 광저우가 포위당하는데 이를 격퇴하고 수만 명을 처형했다. 1855년에는 양광총독에 협변 대학사와 체인각 대학사를 겸했다.
1856년 9월 10일, ‘애로호 사건’이 발생하자 영국 영사 해리 파크스가 강력하게 항의를 했지만, 엽명침은 강경한 태도를 취하며 영국과 타협하지 않았다. 그러자 사태는 제2차 아편 전쟁으로 발전해 갔다. 영국군은 10월 1일 광주를 함락시켰는데, 인원이 적었기 때문에 즉시 철수했다. 엽명침은 대승을 거둔 것으로 조정에 상주하였고, 광저우 시민에게 각국의 상관과 무역회사를 불태우게 조장했다.
1857년, 파크스는 대군을 요청했고, 9월에는 영국과 프랑스 연합군이 광동에 도달했다. 11월 14일 연합군은 광주를 점령했고, 엽명침은 붙잡혀 홍콩의 영국 군함으로 연행됐다. 당시의 사람들은 엽명침을 육불(六不) 총독, 즉 “부전(不戰), 불화(不和), 불수(不守), 불사(不死), 불항(不降), 부주(不走)”라고 욕했다.
48일 후, 엽명침을 태운 군함은 홍콩을 떠나 인도 캘커타로 갔고, 그는 그곳에 유폐되었다. 엽명침은 스스로를 ‘해상의 소무’라고 칭하며, 단식을 하다 이듬해 4월 9일에 굶어 죽었다.

## 같이 보기
- 애로호 사건
- 제2차 아편 전쟁